# Charles Hodson, Baron Hodson
Francis Lord Charlton „Charles“ Hodson, Baron Hodson PC KC (* 17. September 1895 in Cheltenham, Gloucestershire; † 11. März 1984) war ein britischer Jurist, der zuletzt als Lord of Appeal in Ordinary aufgrund des Appellate Jurisdiction Act 1876 als Life Peer auch Mitglied des House of Lords war.

## Leben
Hodson trat nach dem Besuch des Cheltenham College zu Beginn des Ersten Weltkrieges 1914 seinen Militärdienst im 7. Bataillon des Gloucestershire Regiment an und wurde zuletzt zum Captain befördert. Für seine militärischen Verdienste wurde er mit dem Military Cross ausgezeichnet und begann nach Kriegsende ein Studium der Rechtswissenschaften. Er erhielt 1921 seine anwaltliche Zulassung und nahm anschließend eine Tätigkeit als Barrister auf. 1937 wurde er für seine anwaltlichen Verdienste zum Kronanwalt (King’s Counsel) ernannt und 1938 zum Knight Bachelor geschlagen, so dass er fortan den Namenszusatz „Sir“ führte.
1949 wurde er Richter an dem zur Internationalen Handelskammer gehörenden Internationalen Schiedsgerichtshof und gehörte diesem bis 1971 an. Daneben wurde Hodson, der zeitweilig auch Präsident der britischen Sektion der International Law Association war, 1951 Richter (Lord Justice of Appeal) am Court of Appeal, dem für England und Wales zuständigen Appellationsgericht, an dem er bis 1960 tätig war. Daneben wurde er 1951 auch zum Privy Councillor ernannt.
Zuletzt wurde Hodson durch ein Letters Patent vom 1. Oktober 1960 aufgrund des Appellate Jurisdiction Act 1876 als Life Peer mit dem Titel Baron Hodson, of Rotherfield Greys in the County of Oxfordshire, zum Mitglied des House of Lords in den Adelsstand berufen und wirkte bis zu seinem Eintritt in den Ruhestand am 8. April 1971 als Lordrichter (Lord of Appeal in Ordinary).